# Suad Katana
Suad Katana (6 avril 1969, 8 janvier 2005) est un footballeur bosnien
Après avoir quitté son club d'origine en 1992 (Zeljeznicar Sarajevo), Suad Katana évolue successivement en Belgique au RC Genk (1992-1994), à La Gantoise (1994-1996) puis à Anderlecht (1996-1998). Il rejoint ensuite la Turquie et le club d'Adanasport avant un retour en Belgique : Lokeren de 1999 à 2004.
International bosnien, Suad Katana compte 10 (+1 non officielle) sélections entre 1996 et 1998.
Il est décédé d'une crise cardiaque, à Sarajevo, où il vivait avec sa femme et ses deux enfants. Après avoir mis un terme à sa carrière, faute de blessures à répétition, il a travaillé dans la société d'agent de joueurs créée par l'ancien Diable Rouge Goran Vidovic, jusqu'à sa mort le 8 janvier 2005.